# M60-UCD1
Pour les articles homonymes, voir M60.
L'objet M60-UCD1 (abréviation de Messier 60 ultracompact dwarf galaxy 1) est une galaxie naine ultra-compacte située à environ 54 millions d'années-lumière de la Terre, à proximité de la galaxie M60.

## Description
Sa découverte a été annoncée en 2013.
Sa masse est estimée à 200 millions de fois celle du Soleil. La moitié environ de sa masse est comprise dans un rayon d'environ 80 années-lumière.
Son âge est estimé à plus de dix milliards d'années.
Le 17 septembre 2014, la NASA annonce avoir découvert en son centre un trou noir supermassif,.